# سییدا
سییدا (به اسپانیایی: Silleda) یک شهرستان در اسپانیا است.

## خصوصیات
سییدا ۱۶۹ کیلومترمربع مساحت دارد.